# Ерих Кьолер
Ерих Кьолер (на немски: Erich Köhler) е германски белетрист, есеист и драматург.

## Биография и творчество
Ерих Кьолер е роден в Ташвиц (дн. Ташовице) край Карлсбад (дн. Карлови вари) в семейството на шлифовчик на порцелан.
След години на скитане из Западна Германия и Холандия, през които сменя различни професии, той прави опит да се запише във френския Чуждестранен легион, но не успява и през 1950 г. се завръща в ГДР, където става селскостопански работник.
През 1956 г. Ерих Кьолер публикува първата си книга – новелата „Конят и неговият господар“, – в която засвидетелства любовта си към природата и света на животните. След това Кьолер завършва литературния институт „Йоханес Р. Бехер“ в Лайпциг. Издава още новелата „Дяволската мелница“ (1959), романа „Търсачи на съкровища“ (1964) и сборника с разкази „Нилс Харланд“ (1968). Следват прозаичният сборник „Жабокът или Нещото под шапката“ (1976), романът „Зад планините“ (1978), сборниците с разкази „Пътуване около Земята за осем дни“ (1979), „Историите на Киплаг“ (1980) и „Хартмут и Йоана“ (1980), както и романът „Щуре и немското сърце“ (1990).
В творбите си Ерих Кьолер описва предимно живота на малкото село и като се основава на популярни фантастични митове и легенди, възхвалява живителната сила на полезния човешки труд.

## Признание
За творчеството си писателят е отличен с литературните награди „Фриц Ройтер“ на град Шверин (1957) и наградата на Берлинската академия на изкуствата „Хайнрих Ман“ (1977).